# Boguszów-Gorce
Boguszów-Gorce (německy Gottesberg – Boguszów, Rothenbach – Gorce), je město v Polsku v Dolnoslezském vojvodství v okrese Valbřich, nedaleko hranic s Českem. Město těsně sousedí s Valbřichem a od Vratislavi je vzdáleno přibližně 70 km. Po oddělení města Valbřichu do samostatného okresu se jedná o největší město okresu Valbřich, v roce 2023 zde žilo 14 349 obyvatel.

## Poloha
Boguszów-Gorce leží na pomezí Valbřišských (Góry Wałbrzyskie) a Kamenných (Góry Kamienne) hor. Město vzniklo v roce 1973 spojením měst Boguszow a Gorce, obce Kuźnice Świdnickie a osady Stary Lesieniec.

## Doprava
Město je železniční křižovatkou. Potkává se zde tzv. Slezská horská dráha mezi Vratislaví a Zhořelcem s železniční tratí mezi Valbřichem a českým Meziměstím. Úsek druhé jmenované trati do Valbřicha (stanice Wałbrzych Szczawienko) je ovšem dlouhodobě mimo provoz. Nacházejí se zde tři železniční stanice, z nichž každá leží v jiné části města: Boguszów-Gorce Wschód (Kuźnice Świdnicke), Boguszów-Gorce ( Boguszow) i Boguszów-Gorce Zachód (Gorce).
Boguszów-Gorce leží na vojvodské silnici č. 367.

## Partnerská města
- Dobre Miasto, Polsko
- Piennes, Francie
- Radzionków, Polsko
- Smiřice, Česko